# Meteorologiåret 1917

## Händelser

### Januari
- Januari – I Roebuck Plain, Western Australia, Australien faller 1321,7 millimeter regn under månaden, vilket blir regnrekord för en månad i Western Australia [1].
- 20 januari
  - Med - 42.0 °C i Adolfsfors, Sverige uppmäts köldrekord för Värmland [2].
  - 16 inch snö faller över Twin Cities i Minnesota, USA [3].

### Februari
- 14 februari - Under en orkan på Pårtetjåkko i Sverige uppskattas vindhastigheten till 50 meter per sekund efter att vindmätaren blåst sönder [4].

### Juni
- 12 juni – Den sena packisen vid Duluth i Minnesota, USA bryts slutligen [5].
- 22 juni – 4.98 inch regn i  Grand Meadow, Minnesota, USA skadar åkrar [5].

### Juli
- 29 juli – Den högsta temperaturen någonsin i Minnesota, USA uppmäts [6].

### Augusti
- Augusti - Norra Sverige upplever en mycket varm augustimånad [7].

### December
- 25 december - 52 centimeters snödjup uppmäts i Härnösand, Sverige på juldagsmorgonen [8].
- 26 december – Med temperaturen - 57,2 °C i Fort Smith noteras nytt köldrekord för Northwest Territories, Kanada [9].

### Okänt datum
- Vattenståndet vid Vattholmaån vid Vattholma i Sverige börjar mätas [10].

## Födda
- 1 januari – Jule Charney, amerikansk meteorolog.
- 23 maj – Edward Norton Lorenz, amerikansk meteorolog och matematiker.
- 29 september – Don Kent, amerikansk meteorolog.
- Okänt datum – William Welch Kellogg, amerikansk klimatolog och meteorolog.

## Avlidna
- 27 juli – William Bullock Clark, amerikansk geolog och meteorolog.

### Fotnoter
1. ↑  ”Australian Temperature Extremes”. Bureau of Meteorology. 1 april 2009. http://www.bom.gov.au/climate/extreme/records/national.pdf. Läst 4 februari 2011.
2. ↑  SMHI
3. ↑  ”Arkiverade kopian”. Arkiverad från originalet den 21 juli 2010. https://web.archive.org/web/20100721154003/http://climate.umn.edu/pdf/day_in_weather_history/january_wx_history.pdf. Läst 16 februari 2011.
4. ↑  SMHI
5. 1 2  ”Arkiverade kopian”. Arkiverad från originalet den 26 juli 2010. https://web.archive.org/web/20100726102347/http://www.climate.umn.edu/pdf/day_in_weather_history/june_wx_history.pdf. Läst 16 februari 2011.
6. ↑  ”Arkiverade kopian”. Arkiverad från originalet den 21 juli 2010. https://web.archive.org/web/20100721153842/http://climate.umn.edu/pdf/day_in_weather_history/july_wx_history.pdf. Läst 16 februari 2011.
7. ↑  SMHI
8. ↑  SMHI
9. ↑  ”Dan, Dan the Weatherman's Canadian Weather Trivia Page”. Arkiverad från originalet den 9 september 2013. https://web.archive.org/web/20130909001246/http://www.dandantheweatherman.com/cantriv.html. Läst 7 mars 2011.
10. ↑  SMHI